# Теория относительности

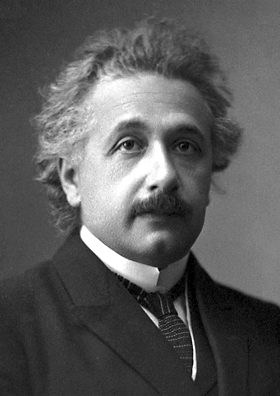
Альберт Эйнштейн — автор общей и специальной теории относительности (1921 год)

Тео́рия относи́тельности — физическая теория пространства-времени, то есть теория, описывающая универсальные пространственно-временные свойства физических процессов.
Термин был введён в 1906 году Максом Планком с целью подчеркнуть роль принципа относительности в специальной теории относительности (и, позже, общей теории относительности). Иногда используется как эквивалент понятия «релятивистская физика».
В широком смысле теория относительности включает в себя специальную и общую теорию относительности. Специальная теория относительности (СТО) относится к процессам, при исследовании которых полями тяготения можно пренебречь; общая теория относительности (ОТО) — теория тяготения, обобщающая ньютоновскую. В узком смысле теорией относительности называют специальную теорию относительности.
В истории физики термин теория относительности иногда используется для отграничения взглядов Эйнштейна, Минковского и их последователей, отвергающих концепцию светоносного эфира, от взглядов некоторых их предшественников, таких как Лоренц и Пуанкаре.

## Отличия СТО от ньютоновской механики
Впервые новая теория потеснила 200-летнюю механику Ньютона. Это в корне изменило восприятие мира. Классическая механика Ньютона оказалась верной лишь в земных и близких к ним условиях: при скоростях намного меньше скорости света и размерах, значительно превышающих размеры атомов и молекул и при расстояниях или условиях, когда скорость распространения гравитации можно считать бесконечной.
Ньютоновские понятия о движении были кардинально скорректированы посредством нового достаточно глубокого применения принципа относительности движения. Время уже не было абсолютным (а начиная с ОТО — и равномерным).
Более того, Эйнштейн изменил фундаментальные взгляды на время и пространство. Согласно теории относительности, время необходимо воспринимать как почти равноправную составляющую (координату) пространства-времени, которая может участвовать в преобразованиях координат при изменении системы отсчёта вместе с обычными пространственными координатами, подобно тому, как преобразуются все три пространственные координаты при повороте осей обычной трёхмерной системы координат.

## Область применимости

### Область применимости СТО
Специальная теория относительности применима для изучения движения тел с любыми скоростями (в том числе близкими или равными скорости света) при условии отсутствия очень сильных гравитационных полей.

### Область применимости ОТО
Общая теория относительности применима для изучения движения тел с любыми скоростями в гравитационных полях любой интенсивности, если квантовыми эффектами можно пренебречь.

## Применение

### Применение СТО
Специальная теория относительности применяется в физике и астрономии начиная с XX века.
Теория относительности значительно расширила понимание физики в целом, а также существенно углубила знания в области физики элементарных частиц, дав мощнейший импульс и серьёзные новые теоретические инструменты для развития физики, значение которых трудно переоценить.

### Применение ОТО
С помощью данной теории космология и астрофизика сумели предсказать такие необычные явления, как нейтронные звезды, чёрные дыры и гравитационные волны.

## Принятие научным сообществом

### Принятие СТО
В настоящее время специальная теория относительности общепринята в научном сообществе и составляет базис современной физики. Часть ведущих физиков сразу приняла новую теорию, в их числе — Макс Планк, Хендрик Лоренц, Герман Минковский, Ричард Толмен, Эрвин Шрёдингер и другие. В России под редакцией Ореста Даниловича Хвольсона вышел знаменитый курс общей физики, подробно изложивший специальную теорию относительности и описание экспериментальных оснований теории. Вместе с тем, критическое отношение к положениям теории относительности выражали Нобелевские лауреаты Филипп Ленард, Й. Штарк, Дж. Дж. Томсон, полезной оказалась дискуссия с Максом Абрахамом и другими учёными.

### Принятие ОТО
Особенно продуктивно было конструктивное обсуждение принципиальных вопросов общей теории относительности (Шрёдингер и др.), фактически это обсуждение продолжается до сих пор.
Общая теория относительности (ОТО) в меньшей степени, чем СТО, экспериментально проверена, содержит несколько принципиальных проблем, и известно, что пока в принципе допустимы некоторые из альтернативных теорий гравитации, большинство из которых, правда, можно считать в той или иной мере просто модификацией ОТО. Тем не менее, в отличие от многих из альтернативных теорий, по мнению научного сообщества, ОТО в своей области применимости пока соответствует всем известным экспериментальным фактам, в том числе и сравнительно недавно обнаруженным (так, недавно было найдено ещё одно возможное подтверждение существованию гравитационных волн). В целом же ОТО является в своей области применимости «стандартной теорией», то есть признанной научным сообществом основной.

## Специальная теория относительности
Специальная теория относительности (СТО) — теория локальной структуры пространства-времени. Впервые была представлена в 1905 году Альбертом Эйнштейном в работе «К электродинамике движущихся тел». Теория описывает движение, законы механики, а также пространственно-временные отношения, определяющие их, при любых скоростях движения, в том числе и близких к скорости света. Классическая механика Ньютона в рамках специальной теории относительности является приближением для малых скоростей. СТО может применяться там, где можно ввести инерциальные системы отсчёта (хотя бы локально); она неприменима для случаев сильных гравитационных полей, существенно неинерциальных систем отсчёта и при описании глобальной геометрии Вселенной (кроме частного случая плоской пустой стационарной Вселенной).
Специальная теория относительности возникла как разрешение противоречия между классической электродинамикой (включая оптику) и классическим галилеевским принципом относительности. Последний утверждает, что все процессы в инерциальных системах отсчёта протекают одинаково, независимо от того, неподвижна ли система или она находится в состоянии равномерного и прямолинейного движения. Это означает, в частности, что любые механические эксперименты в закрытой системе не позволят определить без наблюдения внешних по отношению к ней тел, как она движется, если её движение равномерно и прямолинейно. Однако оптические эксперименты (например, измерение скорости распространения света в разных направлениях) внутри системы в принципе должны были бы обнаружить такое движение. Эйнштейн распространил принцип относительности и на электродинамические явления, что, во-первых, дало возможность описать практически весь круг физических явлений с единых позиций, а во-вторых, позволило объяснить результаты эксперимента Майкельсона — Морли (в котором не было обнаружено никакого влияния квазиинерциального движения Земли на скорость распространения света). Принцип относительности стал первым постулатом новой теории. Однако непротиворечивое описание физических явлений в рамках расширенного принципа относительности стало возможным лишь ценой отказа от ньютоновского абсолютного евклидового пространства и абсолютного времени и их объединения в новый геометрический конструкт — псевдоевклидово пространство-время, в котором расстояния и временные промежутки между событиями трансформируются определённым образом (посредством преобразований Лоренца) в зависимости от системы отсчёта, из которой они наблюдаются. Это потребовало введения дополнительного принципа — постулата инвариантности скорости света. Таким образом, специальная теория относительности базируется на двух постулатах:
1. Все физические процессы в инерциальных системах отсчёта протекают одинаково, независимо от того, неподвижна ли система или она находится в состоянии равномерного и прямолинейного движения.
2. Скорость света в вакууме, измеренная в любой инерциальной системе отсчёта, одна и та же и не зависит от движения излучателя.
Следствием второго принципа (и общенаучного принципа причинности) является невозможность движения физических тел и передачи информации со скоростью, превышающей скорость света в вакууме.
При движении со скоростями, малыми по сравнению со скоростью света, кинематика СТО неотличима от ньютоновской кинематики, а преобразования Лоренца переходят в классические преобразования Галилея. Формально в пределе бесконечной скорости света формулы специальной теории относительности переходят в формулы классической механики.

## Общая теория относительности
Общая теория относительности — теория гравитации, опубликованная Эйнштейном в 1915—1916 годах. Является дальнейшим развитием специальной теории относительности. В общей теории относительности постулируется, что гравитационные эффекты обусловлены не силовым взаимодействием тел и полей, а деформацией самого пространства-времени, в котором они находятся. Эта деформация связана, в частности, с присутствием массы-энергии.
Общая теория относительности отличается от других метрических теорий тяготения использованием уравнений Эйнштейна для связи кривизны пространства-времени с присутствующей в нём материей.
ОТО в настоящее время — самая успешная теория гравитации, хорошо подтверждённая наблюдениями.